# Passy (Yonne)
Passy is een gemeente in het Franse departement Yonne (regio Bourgogne-Franche-Comté) en telt 301 inwoners (1999). De plaats maakt deel uit van het arrondissement Sens.

## Geografie

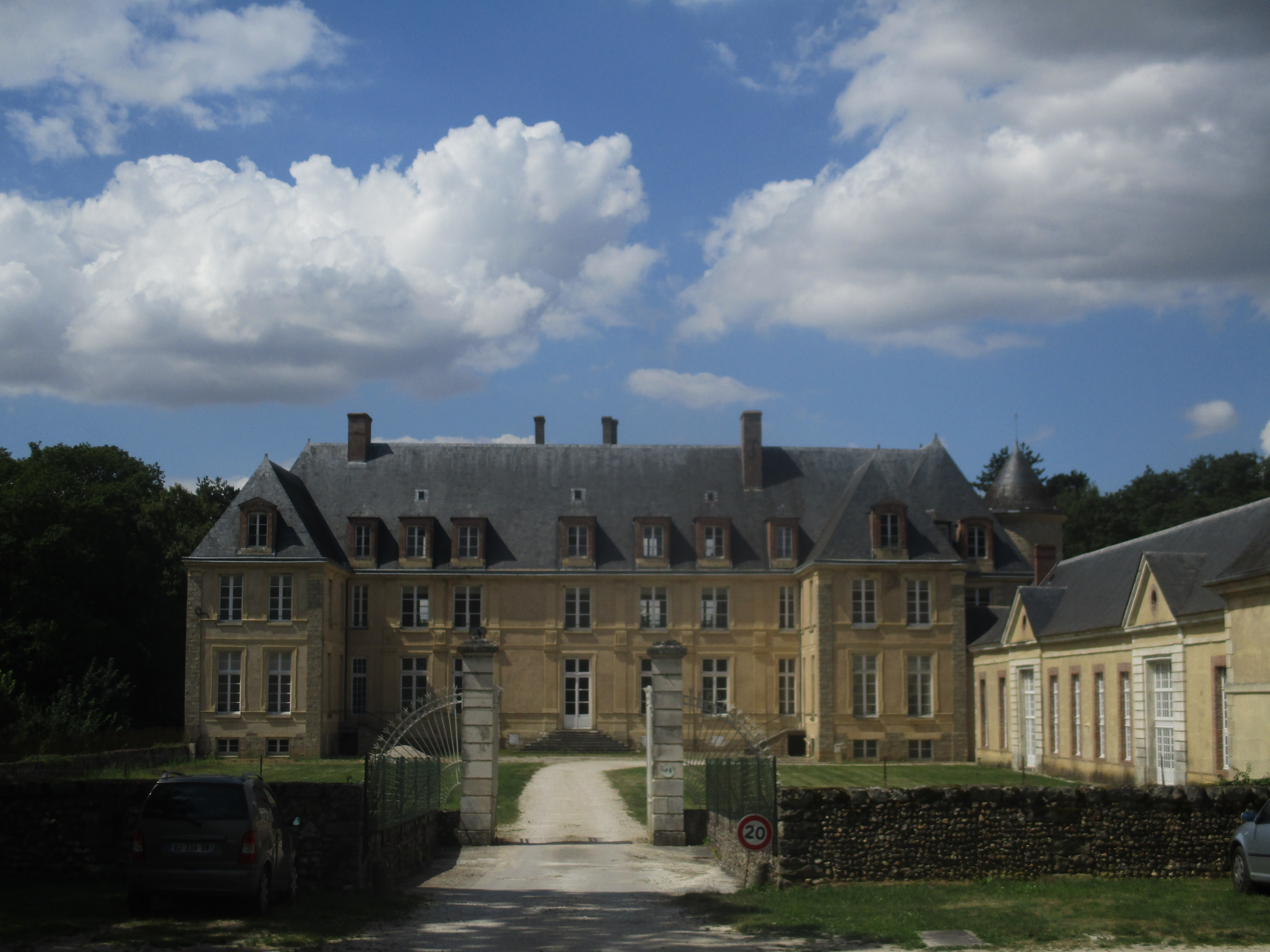
Château de Passy.

De oppervlakte van Passy bedraagt 5,7 km², de bevolkingsdichtheid is 52,8 inwoners per km².
De onderstaande kaart toont de ligging van Passy (Yonne) met de belangrijkste infrastructuur en aangrenzende gemeenten.

## Demografie
Onderstaande figuur toont het verloop van het inwonertal (bron: INSEE-tellingen).
1. ↑  Populations de référence 2022.